# Xã Platte, Quận Clay, Missouri
Xã Platte (tiếng Anh: Platte Township) là một xã thuộc quận Clay, tiểu bang Missouri, Hoa Kỳ. Năm 2010, dân số của xã này là 16.470 người.